# Encephalartos brevifoliolatus
Encephalartos brevifoliolatus är en kärlväxtart som beskrevs av Pieter Johannes Vorster. Encephalartos brevifoliolatus ingår i släktet Encephalartos och familjen Zamiaceae. Inga underarter finns listade i Catalogue of Life.